# Kirche Groß Spiegelberg

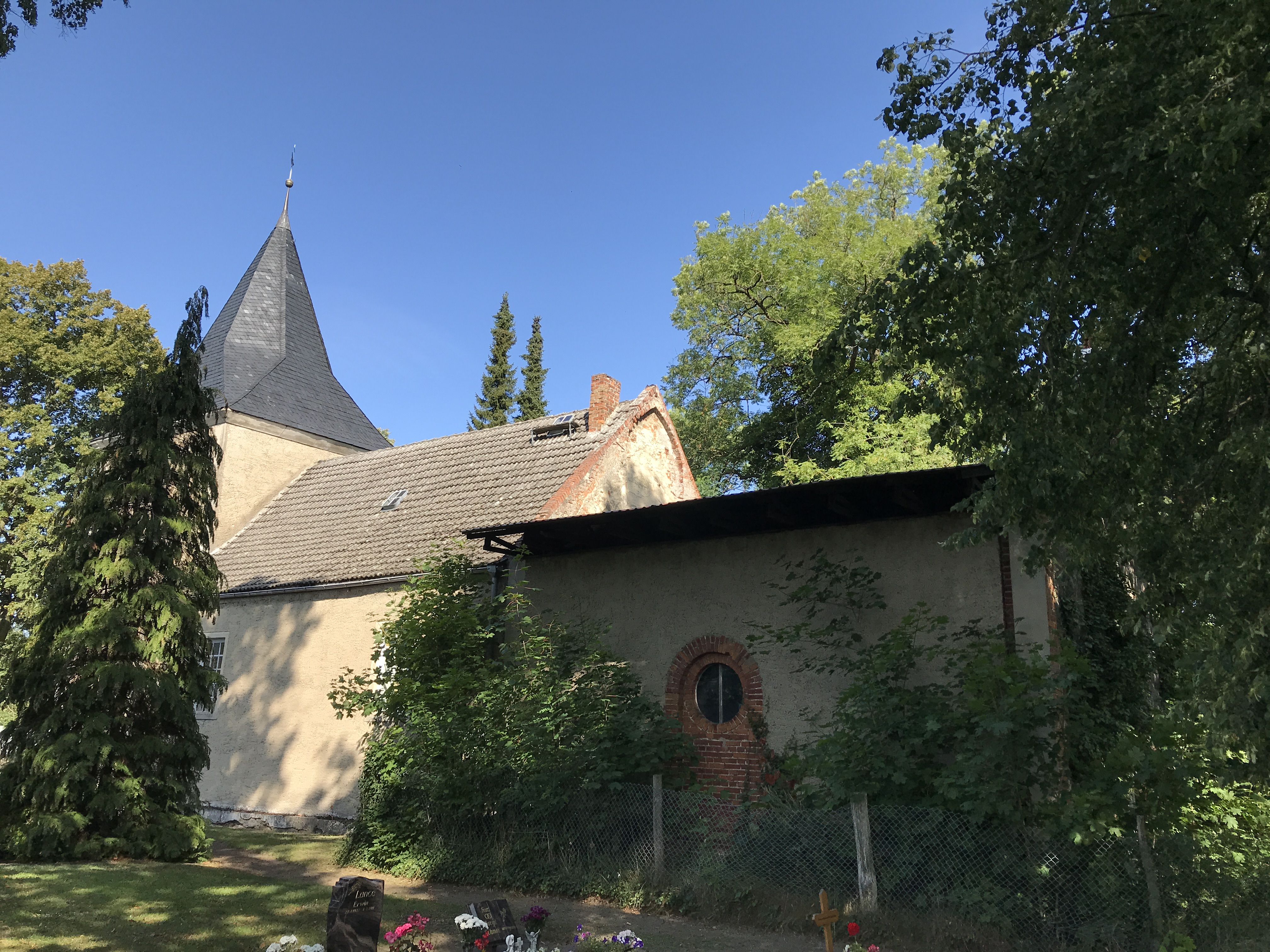
Kirche Groß Spiegelberg

Die evangelische Kirche Groß Spiegelberg ist eine verputzte Feldsteinkirche aus dem 15./16. Jahrhundert in Groß Spiegelberg, einem Ortsteil der Gemeinde Jatznick im Landkreis Vorpommern-Greifswald im Land Mecklenburg-Vorpommern. Die Kirchengemeinde gehört zur Propstei Pasewalk im Kirchenkreis Pommern der Evangelisch-Lutherischen Kirche in Norddeutschland.

## Lage
Die Straße Spiegelberg führt als zentrale Verbindungsachse von Nordwesten kommend auf den historischen Dorfkern zu. Dort umschließt sie ein trapezförmiges Grundstück, auf dem die Kirche mit einem umgebenden Kirchfriedhof steht. Das Gelände ist mit einer Mauer aus unbehauenen und nicht lagig geschichteten Feldsteinen eingefriedet.

## Geschichte
Das genaue Baudatum ist bislang nicht bekannt. Experten gehen davon aus, dass der Sakralbau im 15. oder 16. Jahrhundert entstand. Im 18. Jahrhundert musste die Kirchengemeinde die Südwand des Langhauses erneuern. 1839 erweiterten sie das Bauwerk um eine Gruft für derer von Winterfeldt und errichteten aus Mauersteinen das obere Geschoss des Kirchturms.

## Baubeschreibung

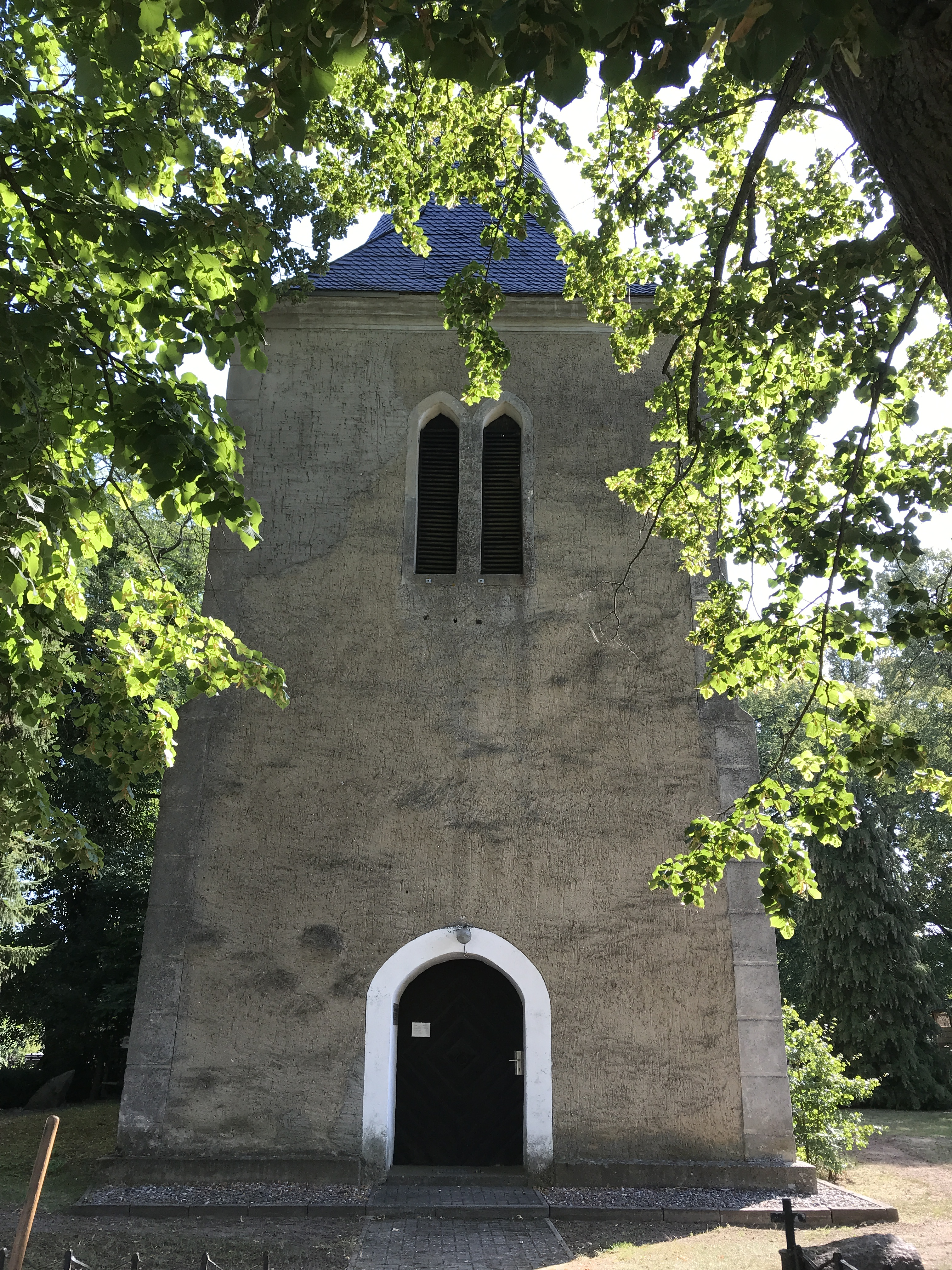
Westturm

Das Bauwerk wurde im Wesentlichen aus Feldsteinen errichtet, die überwiegend verputzt wurden. An den Sakralbau schließt sich nach Osten eine Gruft an. Sie hat einen rechteckigen Grundriss und kann durch eine hölzerne Pforte von Osten her betreten werden. Über der rechteckigen Öffnung ist ein halbkreisförmiges Fenster. Die Ostwand entstand aus unbehauenen und nicht lagig geschichteten Feldsteinen, während die Ecken, wie auch die Einfassung des Portals aus rötlichem Mauerstein hergestellt wurde. Im Giebel ist eine kleine kreisförmige Blende mit einer quadratischen Öffnung. An der verputzten Nord- und Südwand ist mittig jeweils ein Ochsenauge, das in rötlichem Mauerstein eingefasst ist. Der darunter liegende Bereich wurde ebenfalls aus Mauerstein erstellt. Die Nordseite ist im Jahr 2019 stark beschädigt. Das Gewölbe liegt teilweise frei; ein Notdach sichert die Gruft.
An die Gruft schließt sich nach Westen das Langhaus des Kirchenschiffs an. Die Ostwand ist auf Grund des Anbaus nicht einsehbar. Im Giebel ist eine große, spitzbogenförmige Blende aus Mauersteinen erkennbar. Die Nord- und Südseite des Langhauses ist vergleichsweise schlicht aufgebaut. An beiden Seiten sind je zwei hochrechteckige Fenster. Das Schiff trägt ein schlichtes Satteldach.
Der quadratische Westturm ist gegenüber dem Schiff leicht eingezogen. Er kann durch eine rundbogenförmige Pforte von Westen her betreten werden. Die Form wird durch eine hell gestrichene Fasche nochmals betont. Im unteren Geschoss sind ansonsten keine weiteren Öffnungen. Im oberen Geschoss sind an den drei zugänglichen Seiten zwei spitzbogenförmige, gekuppelte Klangarkaden; darüber zwei quergestellte, rechteckige Blenden. Die nach Westen zugewandten Ecken sind mit einem Quaderputz verziert. Oberhalb ist der geknickte Turmhelm, der mit Turmkugel und Wetterfahne abschließt.

## Ausstattung
Die Kirchenausstattung wird von der Kirchengemeinde aus „äußerst einfach“ beschrieben. Sie besteht aus einem schlichten Altar mit einem Leuchter aus Bronze, der im Stil des Empire gearbeitet wurde. Der Kanzelkorb aus dem 18. Jahrhundert im Stil der Renaissance steht mittlerweile auf einem kleinen Sockel. Der ursprüngliche Fuß dient derweil als Fünte. Im Turm hängt eine Glocke der Gebrüder Schwenn aus Stettin, die 1796 entstand und unter anderem mit Jesus Christus verziert ist.
Auf dem Friedhof steht unter anderem ein eisernes Grabdenkmal an den 1817 verstorbenen General Christian Johann Friedrich Otto von Zieten (1747–1817), den Adjudanten des Generals von Bülow in den Befreiungskriegen.

## Gemeinde
Die Kirche in Groß Spiegelberg wird heute vom Pfarramt in Strasburg (Uckermark) betreut. Groß Spiegelberg ist einer der sieben Kirchorte der verbundenen Kirchengemeinden Strasburg, Blumenhagen und Wismar: Strasburg (St. Marien), Blumenhagen, Groß Luckow, Klein Luckow, Groß Spiegelberg, Wismar und Schwarzensee.  Der gesamte Pfarrsprengel, der lange zur Kirchenprovinz Mark Brandenburg gehört hatte, wurde erst 1974 von der Evangelischen Kirche in Berlin-Brandenburg an die Pommersche Evangelische Kirche abgegeben.